# جورج مان
جورج مان (6 سبتمبر 1917 في المملكة المتحدة - 8 أغسطس 2001 في المملكة المتحدة) (بالإنجليزية: George Mann) هو لاعب كريكت بريطاني. شارك مع منتخب إنجلترا للكريكت.

## وصلات خارجية
- جورج مان على موقع إي آس بي آن كريك إنفو (الإنجليزية)